# おまかせ!みらくるキャット団
『おまかせ！みらくるキャット団』（おまかせ みらくるキャットだん）は、2015年3月から2016年2月までNHK Eテレにて放送されていた日本のテレビアニメ作品。略称は「みらキャ」。

## 概要
ネコ好きで知られるタレントの中川翔子が原案を担当。自身の飼い猫「マミタス」など10匹のネコをキャラクター化している。
当初はタイトルを『おまかせマミタス』としていたが、「マミタス」が商標登録されているため、放送開始直前に変更している。

## ストーリー
東京・谷中野（やなかの）に住む小学生・ぽこ美（通称：ポコタン）は勉強や運動が苦手な女の子。そんな娘を心配そうに天界の「ヨミヨミランド」から見つめていた亡父・夏彦はある時地上に降り立ち、彼女の飼い猫・マミタスに娘を助けるようにと魔法の猫じゃらし「みらくるじゃらし」を渡す。魔法の力で変身したマミタスは「みらくるキャット」となり、ぽこ美や家族、またマミタスによって「みらくるキャット」となった近所の飼い猫などを巻き込んだ騒動を引き起こす。

## キャラクター

### 赤川家
赤川 ぽこ美（あかがわ ぽこみ）
声 - 春名風花
通称・ポコタン。小学4年生の女の子。
赤川 夏彦（あかがわ なつひこ）
声 - 子安武人
ぽこ美の亡き父でポップスター。天界から娘の成長をハラハラしながら見守っている。
赤川 礼子（あかがわ れいこ）
声 - 下屋則子
ぽこ美の母。
白田 悦子（しろた えつこ）
声 - 恒松あゆみ
ぽこ美の祖母。

### ぽこ美の周囲の人物
藤 桜子（ふじ さくらこ）
声 - 桃瀬あやみ
通称「さくらこちゃん」。ぽこ美の唯一の友達。
大河原 河大（おおがわら かわひろ）
声 - けいたろう
通称「おにがわら」。ぽこ美のクラスメイトでおもちゃ屋の息子。
小山 研太（こやま けんた）
声 - 地蔵堂武大
通称「ケンケン」。ぽこ美のクラスメイトで金持ちの息子。
佐々木 俊太郎（ささき しゅんたろう）
声 - 下屋則子
通称「しゅんくりーむ」。ぽこ美のクラスメイトで文武両道の爽やかイケメン。
ブルース・ジャッキー
声 - 千葉繁
本名「山田」。谷中野のアニメショップの店長。ブルース・リーとジャッキー・チェンの大ファンで自らをこう呼ぶ。終始、大家（声 - くじら）から逃げ回っている。
梅木 次郎（うめき じろう）
声 - 田尻浩章
谷中野に住むホラー漫画専門の漫画家。いつも黒と赤のボーダーシャツを着ている。中川とも交流のある漫画家、楳図かずおがモデル。
ルリックス姫
声 - 中川翔子
谷中野商店街のコスプレ専門店のアルバイト、いつもコスプレ姿で町を堂々と歩く女子高生。

### ネコたち
☆印は中川翔子が実際に飼っているネコから命名されたキャラクター。
マミタス☆
声 - 杜野まこ
赤川家の飼い猫。メス。イメージカラーはピンク。夏彦にもらった「みらくるじゃらし」でみらくるキャットに変身する。
しろのすけ
声 - 浜添伸也
ジャッキーの飼い猫。オス。イメージカラーは白で、変身すると赤いマント、グローブ、ブーツ、ベルトが付く。運動神経抜群。
ショコラ☆
声 - 恒松あゆみ
梅木の飼い猫。メス。イメージカラーは紫で、変身すると占い師のような姿になる。水晶を使った占いが得意。
タリン
声 - 桃瀬あやみ
桜子の飼い猫。オス。イメージカラーは黄色。超天然。
らい次郎（らいじろう）☆
声 - 堀龍也
野良猫。オス。イメージカラーは赤で、変身すると黄色のマント、グローブ、ブーツ、ベルトが付く。りんたろう・りんのすけの長兄で熱血漢。
りんたろう
声 - 太田哲治
りんのすけと双子の野良猫。オス。イメージカラーはミントグリーン。臆病でオンナ言葉を使う。
りんのすけ
声 - 吉田仁美
りんたろうと双子の野良猫。オス。イメージカラーは水色。おっちょこちょい。
ちょび太（ちょびた）
声 - 伝坂勉
野良猫。オス。イメージカラーはオレンジ。おっさんくさい性格。
マイケル
声 - 万条一致
ルリックス姫の飼い猫。オス。イメージカラーは青。メンバの中でNo. 1の頭脳の持ち主。
ミルクバン☆
声 - 田尻浩章
野良猫のボス。オス。イメージカラーは緑。らい次郎、りんたろう、りんのすけの親分的存在。

## スタッフ
- 原案 - 中川翔子
- 原作 - ルノアール兄弟、吉盛
- 企画 - 盛武源、吉田雄生
- 監督 - 橋本みつお
- 副監督 - 山口健太郎
- シリーズ構成 - 園田英樹
- キャラクターデザイン - 中川航
- 総作画監督 - 池田裕治
- 美術監督 - 坂本信人、坂本夏海
- 色彩設計 - 大関たつ枝（第1-14話）→大槻浩司（第15話-）
- 撮影監督 - 鈴木大倫、矢吹健
- 編集 - 後田良樹
- 音響監督 - 千葉繁
- 音楽 - 宮崎慎二
- アニメーションプロデューサー - 小板橋司、桜井涼介
- 協力プロデューサー - 千代島優
- プロデューサー - 伊藤香織、松野仁美、吉國勲、古市直彦、古澤泉
- 制作統括 - 久保雅一、中野哲、吉田雄生、松山敬→田島潔、奥野敏聡、大村信
- 連載 - コロコロコミック、ちゃお、ぷっちぐみ、てれびくん
- アニメーション制作 - 小学館集英社プロダクション、OLM
- 製作・著作 - みらくるキャット団（小学館集英社プロダクション・OLM・ソニー・ミュージックコミュニケーションズ・ジェイアール東日本企画）

## 主題歌
オープニングテーマ「ネコブギー」
作詞・作曲・編曲 - 細野晴臣 / 歌 - しょこたん♥はるおみ（）
第14話よりオープニングアニメーションの映像が一部変更された。

## 各話リスト
2015年8月中、および2016年3月中は既存エピソードからセレクトされたアンコール放送が行われた。
| 話数   | サブタイトル                          | 脚本             | 絵コンテ     | 演出             | 作画監督            | 放送日         |
| ------ | ------------------------------------- | ---------------- | ------------ | ---------------- | ------------------- | -------------- |
| 第1話  | マミタス、みらくるするのナー          | 園田英樹         | 橋本みつお   | 山口健太郎       | 横山隆              | 2015年 3月31日 |
| 第2話  | 勇者は仲間を集めるのナー              | 園田英樹         | 橋本みつお   | オジング         | 渡部由紀子          | 4月7日         |
| 第3話  | そんなつもりじゃなかったのナー        | 岩井秀人         | 秋山勝仁     | オジング         | 郷津春奈            | 4月14日        |
| 第4話  | わらしべ長者で生きていきたいのナー    | 赤尾でこ         | 辻初樹       | 湖山禎崇         | 原田峰文            | 4月28日        |
| 第5話  | ブキミな音なんてこわくないのナー      | 高原フヒト       | しぎのあきら | 山田雅之         | Hue Hye Jung        | 5月5日         |
| 第6話  | ポコタン、師匠ができたスナー          | 高原フヒト       | しぎのあきら | 山田雅之         | 志村隆行            | 5月12日        |
| 第7話  | 形見のねこじゃらしを探すのナー        | 笹川勇           | 秋山勝仁     | 浅見松雄         | 九鬼朱              | 5月19日        |
| 第8話  | ギガント星占いなのナー                | 笹川勇           | 辻初樹       | 浅見松雄         | 南伸一郎            | 6月2日         |
| 第9話  | みらくる写真を撮りたいのナー          | 福田裕子         | 大宙征基     | 藤本義孝         | 吉田肇              | 6月9日         |
| 第10話 | 肩もみはタイヘンなのナー              | ヒロハラノブヒコ | 大宙征基     | 藤本義孝         | 大川美穂子          | 6月16日        |
| 第11話 | ギガントバースデーっすナー            | 岩井秀人         | 秋山勝仁     | 菱川直樹         | 郷津春奈            | 6月30日        |
| 第12話 | こんな家でてってやるのナー            | 福田裕子         | 秋山勝仁     | 菱川直樹         | 渡部由紀子          | 7月7日         |
| 第13話 | 新しい星をみつけるのナー              | ヒロハラノブヒコ | 辻初樹       | 葛谷直行         | 原田峰文            | 7月14日        |
| 第14話 | 日記よ、現実になるのナー              | 高原フヒト       | 辻初樹       | 湖山禎崇         | 大谷道子            | 9月1日         |
| 第15話 | 謎の生物に会いたいのナー              | 赤尾でこ         | しぎのあきら | しぎのあきら     | Hue Hye Jung        | 9月8日         |
| 第16話 | アルパカを捕まえるんだナー            | 笹川勇           | しぎのあきら | しぎのあきら     | 志村隆行            | 9月15日        |
| 第17話 | がんばれ、おにがわらパパ!なのナー     | 高原フヒト       | 志村錠児     | 浅見松雄         | 南伸一郎            | 9月29日        |
| 第18話 | 埋蔵金を埋めるんだナー                | 笹川勇           | 室谷靖       | 浅見松雄         | 九鬼朱              | 10月6日        |
| 第19話 | 手おならしたいのナー                  | 赤尾でこ         | 大宙征基     | ふじもとよしたか | 吉田肇              | 10月13日       |
| 第20話 | 肉球裁判なのナー                      | ヒロハラノブヒコ | 大宙征基     | ふじもとよしたか | 大川美穂子          | 10月20日       |
| 第21話 | ヨミヨミ激レアシールをみつけるのナー  | 福田裕子         | 博多正寿     | オジング         | 渡部由紀子          | 10月27日       |
| 第22話 | レッツリサイクルなのナー              | 岩井秀人         | 博多正寿     | オジング         | 湯川純              | 11月3日        |
| 第23話 | マミタス世界旅行なのナー              | 笹川勇           | 辻初樹       | 山口健太郎       | 原田峰文            | 11月10日       |
| 第24話 | 一日一善なんだナー                    | ヒロハラノブヒコ | 辻初樹       | 山口健太郎       | 原田峰文            | 11月17日       |
| 第25話 | マミタス学園へようこそなのナー        | 福田裕子         | しぎのあきら | しぎのあきら     | Hue Hye Jung        | 12月8日        |
| 第26話 | ノートを返しに行く大作戦なのナー      | 園田英樹         | しぎのあきら | しぎのあきら     | 志村隆行            | 12月15日       |
| 第27話 | 猫もたまにはいいのナー                | 赤尾でこ         | 辻初樹       | 浅見松雄         | 九鬼朱              | 2016年 1月12日 |
| 第28話 | 激走!梅木グランプリなのナー           | 岩井秀人         | 辻初樹       | 浅見松雄         | 南伸一郎            | 1月19日        |
| 第29話 | すれちがいは、友情のもとなのナー      | 園田英樹         | オジング     | ふじもとよしたか | 大川美穂子 今野幸一 | 2月2日         |
| 第30話 | 師匠としろのすけがいないのナー        | 園田英樹         | 山口健太郎   | ふじもとよしたか | 吉田肇 大川美穂子   | 2月9日         |
| 第31話 | ファッションショーで大バトル!なのナー | 岩井秀人         | 橋本みつお   | オジング         | 渡部由紀子          | 2月16日        |
| 第32話 | アリエナイザー、魔法が使えないのナー  | 園田英樹         | 橋本みつお   | 山口健太郎       | 郷津春奈            | 2月23日        |

## 放送局
| 放送期間                      | 放送時間           | 放送局    | 対象地域 | 備考                  |
| ----------------------------- | ------------------ | --------- | -------- | --------------------- |
| 2015年3月31日 - 2016年2月23日 | 火曜 18:45 - 18:54 | NHK Eテレ | 日本全域 | Let's天才てれびくん内 |

| 配信期間        | 配信時間        | 配信サイト         | 備考                       |
| --------------- | --------------- | ------------------ | -------------------------- |
| 2015年4月15日 - | 水曜 12:00 更新 | バンダイチャンネル | 第1話無料、第2話以降有料。 |
|                 |                 | GYAO!              | 第1話無料、第2話以降有料。 |

## コミカライズ
『ぷっちぐみ』（小学館）2015年6月号より2016年2月号まで連載。作画はそにしけんじ。

## ノベライズ
『小学館ジュニア文庫』（小学館）2015年7月29日に発売。著者は福田裕子。